# Orobanche amethystea
Orobanche du Panicaut
Espèce
Orobanche amethystea, l'Orobanche du Panicaut ou Orobanche couleur d'améthyste, est une plante herbacée de la famille des Orobanchacées. C'est une espèce parasite dépourvue de chlorophylle.

## Parasitisme
L’Orobanche du panicaut parasite essentiellement Eryngium campestre, le Panicaut des prés.

## Habitats
Pelouses sèches, garrigue.

## Statuts de protection, menaces
L'espèce n'est pas considérée comme étant menacée en France. Elle est classée Espèce de préoccupation mineure (LC) par l'UICN.
Toutefois localement l'espèce peut se raréfier: elle est considérée vulnérable (VU) en Alsace et en Basse-Normandie.

## Synonymes
- Orobanche attica Reut.
- Orobanche eryngii Duby